# Església d'Ekhvevi
L'església d'Ekhvevi o església de la Mare de Déu d'Ekhvevi (en georgià: ეხვევის ღვთისმშობლის ეკლესია) és un temple de l'Església ortodoxa georgiana del segle xi a la regió occidental d'Imerècia de Geòrgia. Basílica d'una única nau, l'església és coneguda per l'ornamentació de maçoneria tallada a les façanes exteriors. L'església està inscrita en la llista dels Monuments Culturals destacats de Geòrgia.

## Descripció
L'església d'Ekhvevi es troba en un vessant d'una muntanya del poble d'Eto-Ekhvevi, a la vall del riu Qvirila, a 10 km a l'est de la ciutat de Sachkhere, al municipi de Sachkhere, a la regió d'Imerècia. L'església és una petita basílica d'un sol cos, dedicada a la Mare de Déu. Està construïda amb grans pedres picades. L'església tenia capelles al nord i a l'oest, encara existents l'any 1897; quan Ekvtime Taqaishvili va visitar l'església el 1920, s'havien perdut en els projectes de reconstrucció.

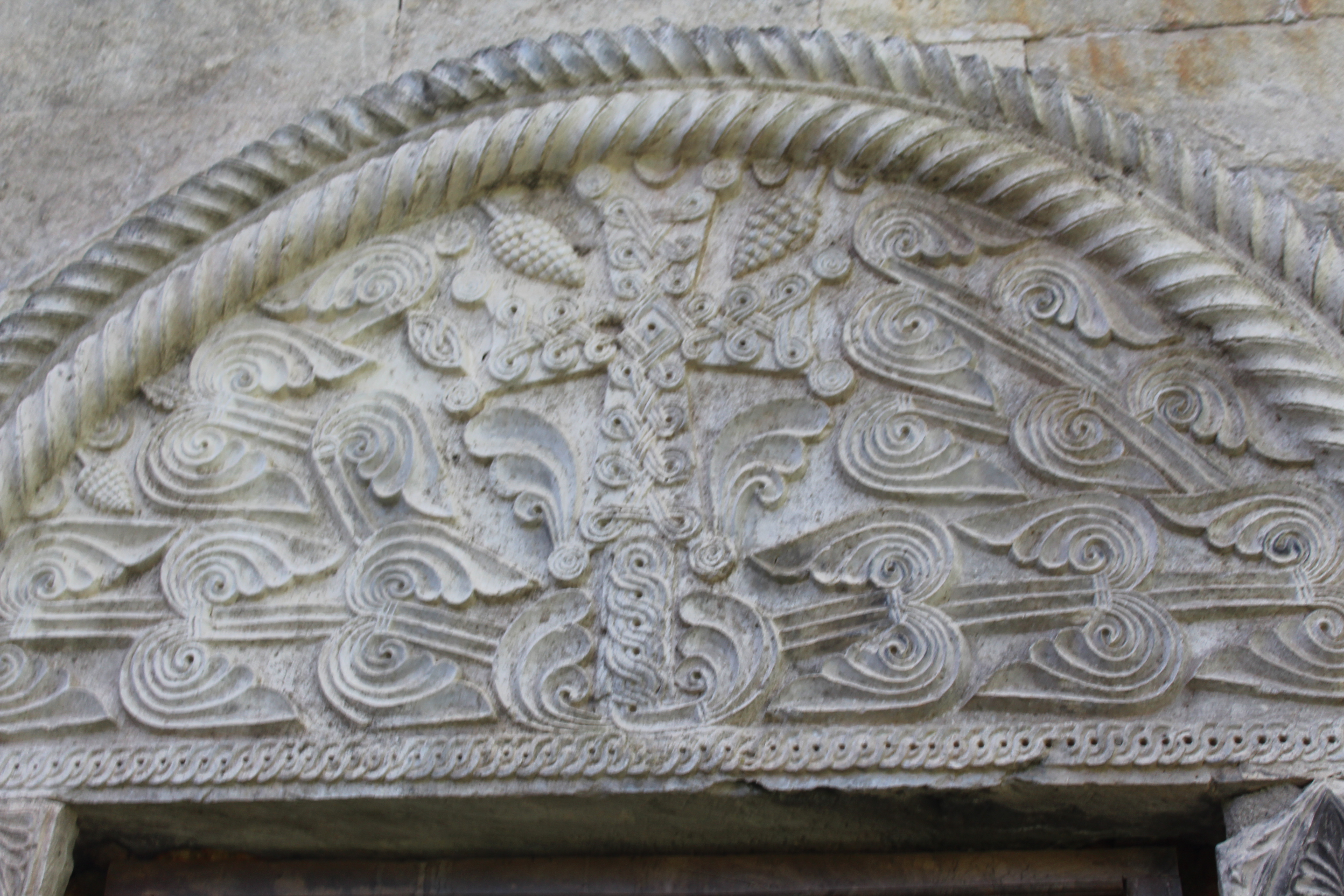
Església d'Ekhvevi. Timpà nord

A l'absis, a cada costat de les finestres, n'hi ha un petit nínxol, i damunt els nínxols hi ha grans i profunds buits en dos nivells. Els nivells inferiors s'obren cap a l'est per petites finestres oblongues i estretes, amb arquivoltes simplement tallades. Els pisos superiors dels nínxols serveixen com a sacrarium (piques) i tenen petites obertures rodones. La planta inferior comunica amb la superior per una obertura quadrada, coberta per una llosa de pedra desmuntable. El sostre de l'església de volta de canó recolza sobre tres arcs.
L'iconòstasi, com es desprèn de les seves restes, era de marbre, amb una porta al centre. Les altres lloses de marbre van ser traslladades pel metropolità David al monestir de Jruchi a la dècada de 1830. Les façanes presenten una rica ornamentació en pedra. En destaquen els timpans decorats de les portes nord i oest, així com els marcs de les finestres, adornats amb motius entrellaçats i columnetes dobles a les façanes oest i est. A la base de la columnata esquerra de la finestra oriental hi ha una inscripció, en l'escriptura medieval georgiana asomtavruli, que conté un nom abreujat del possible constructor de l'església.

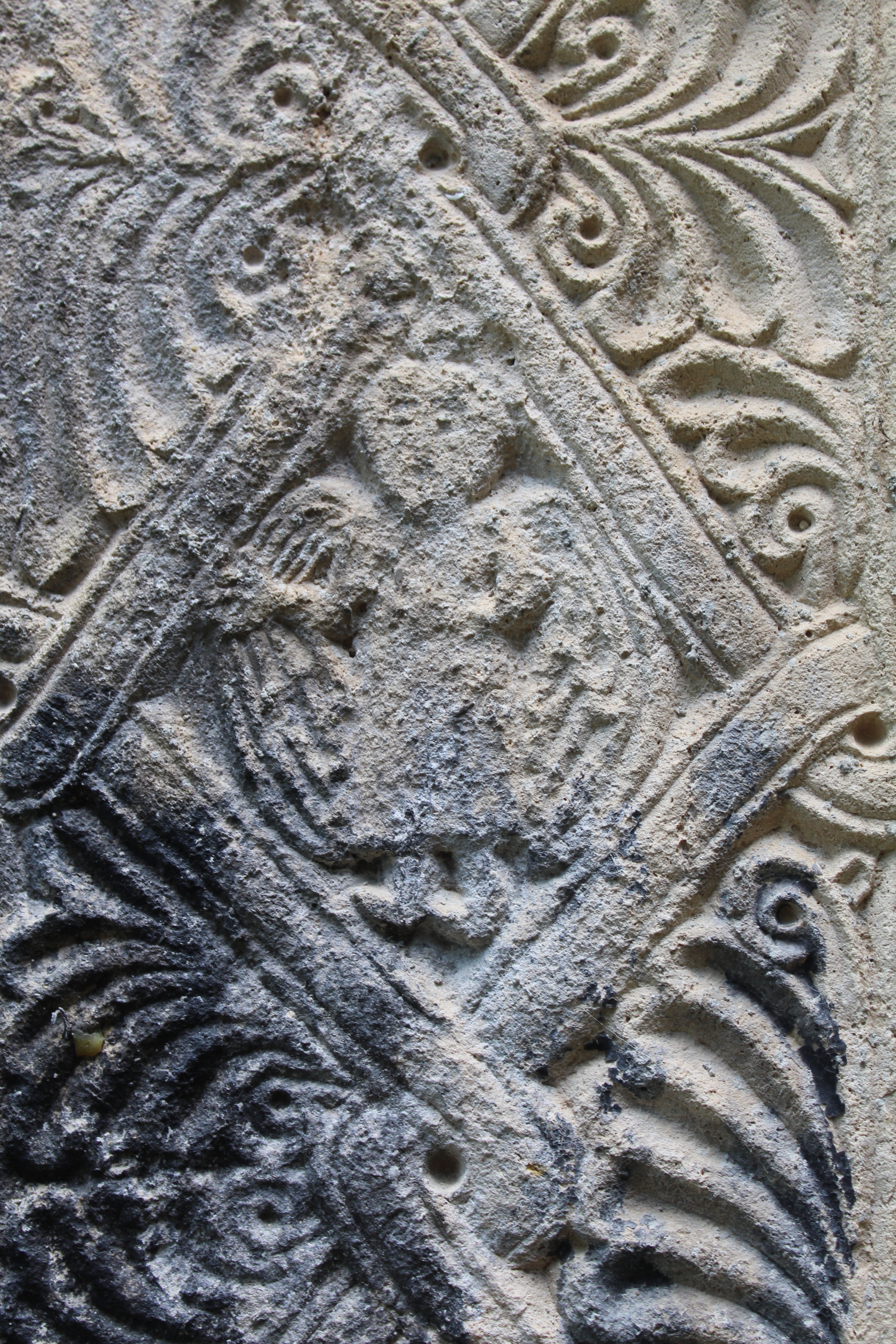
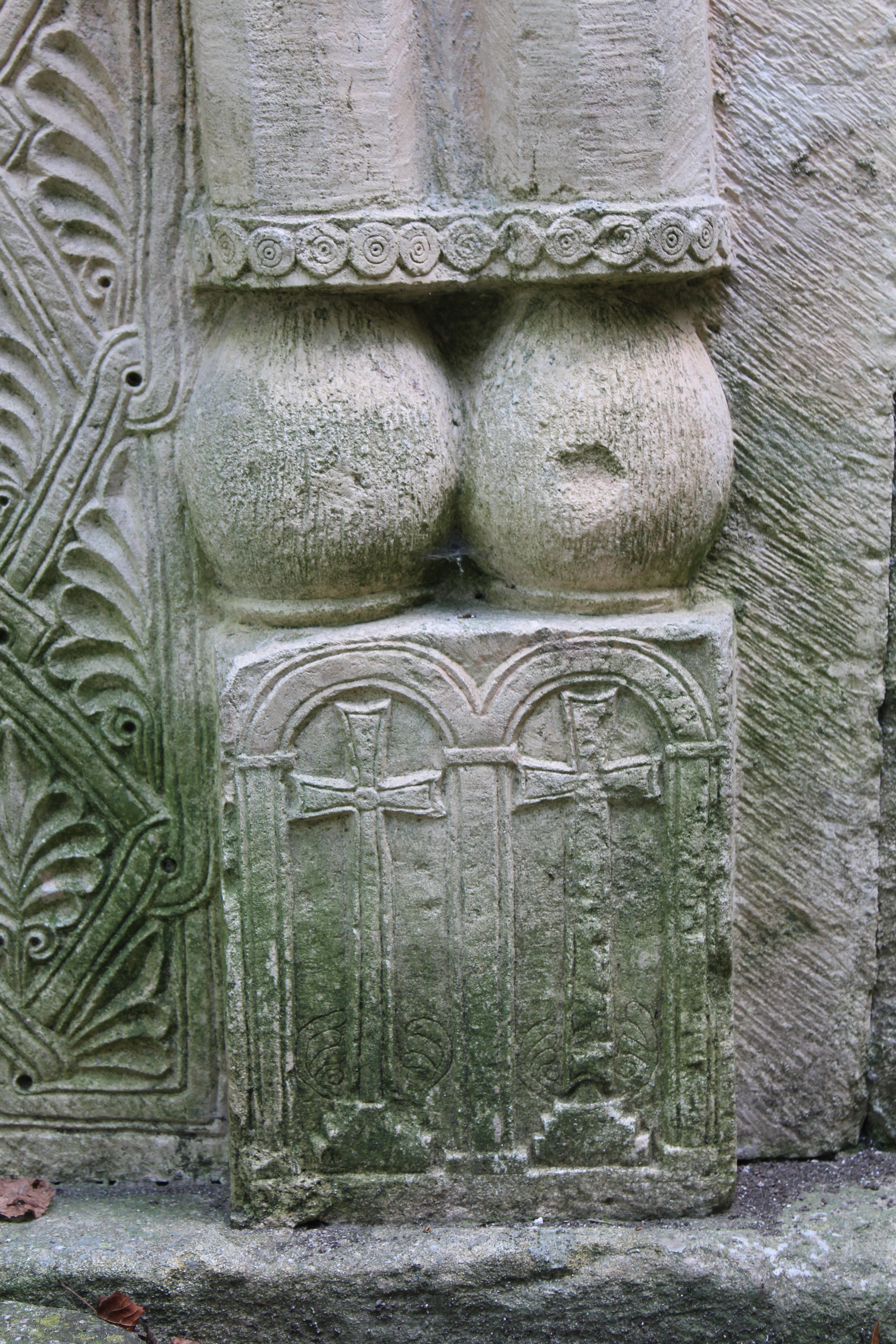
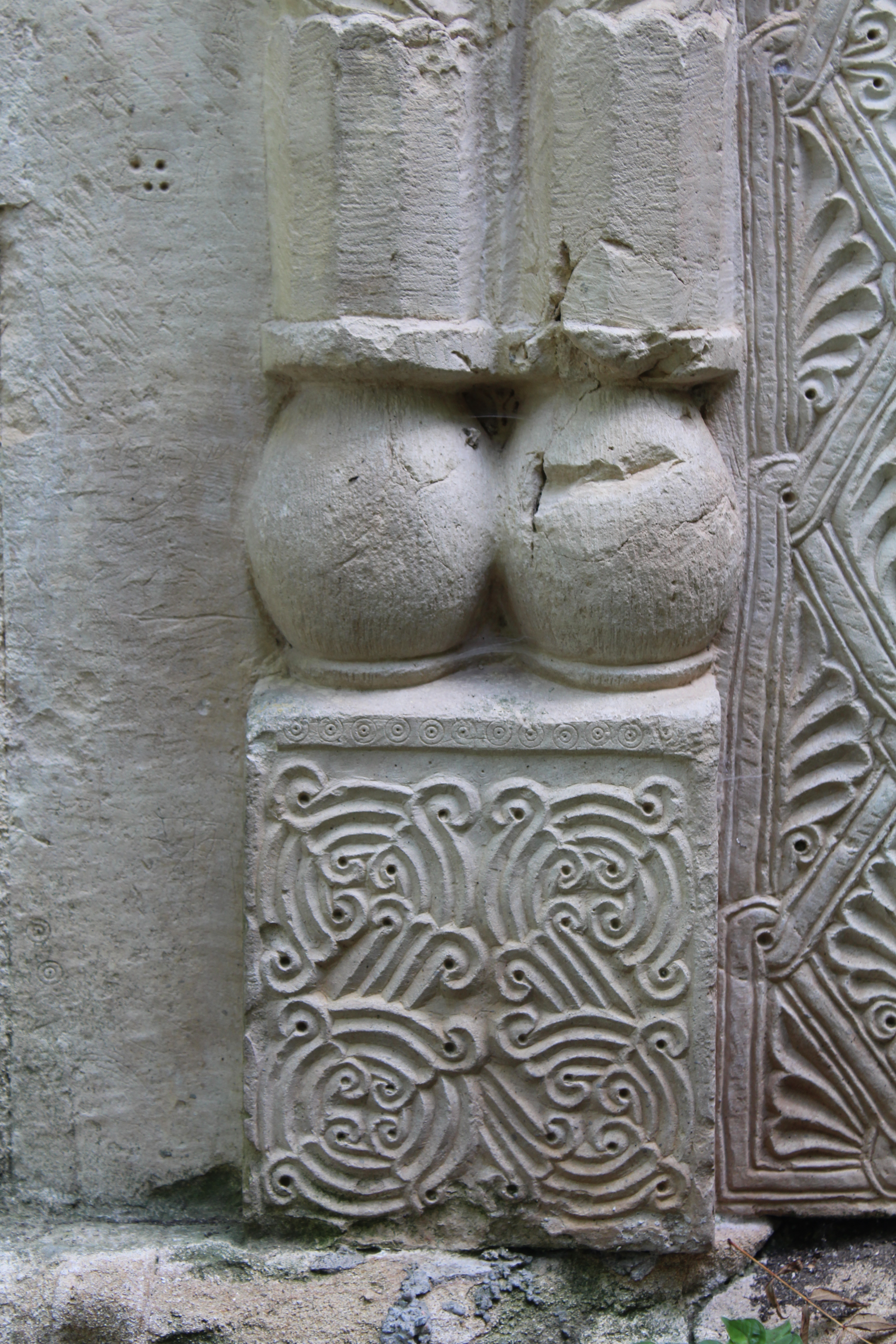
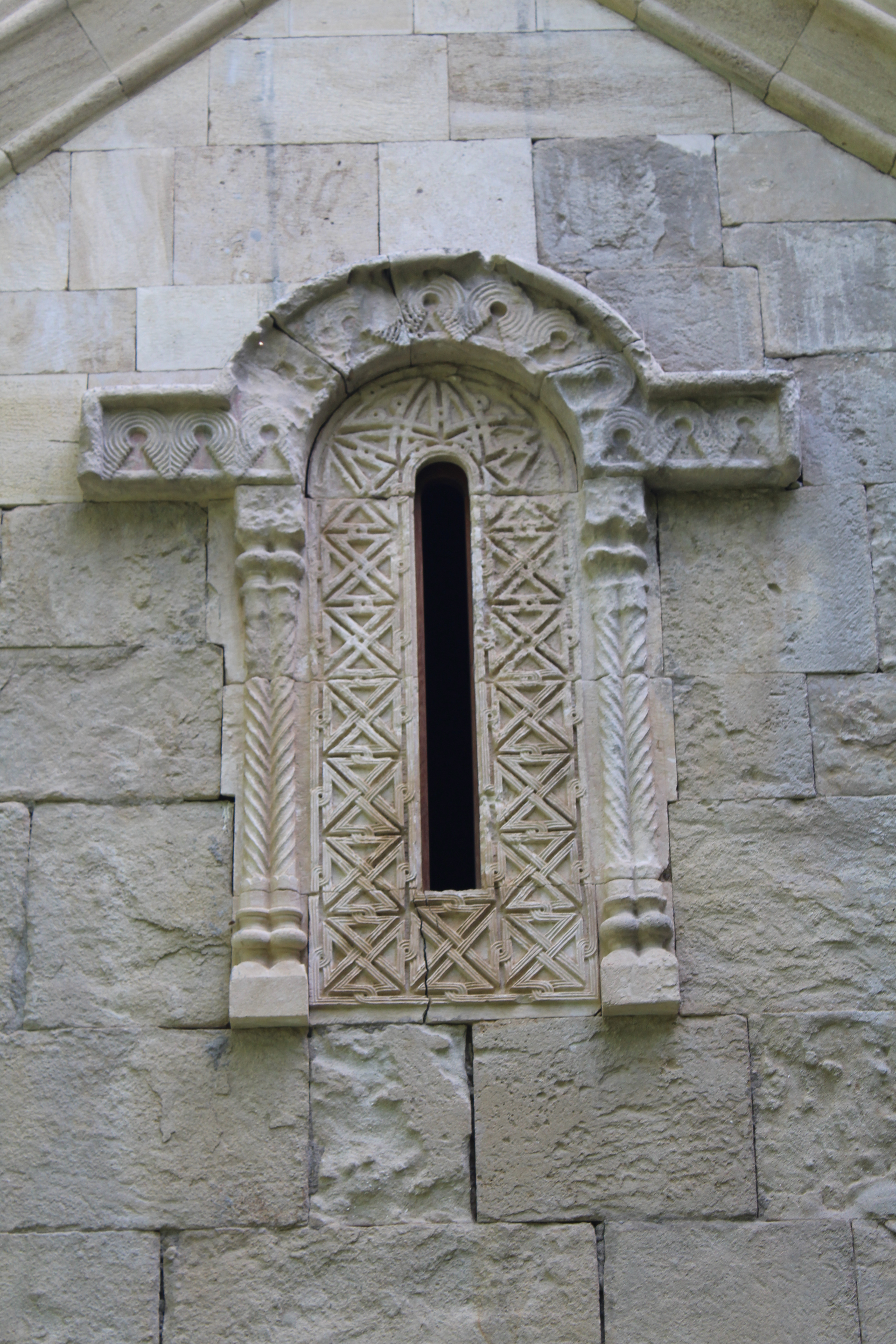